# Grave Encounters 2
Grave Encounters 2 (bra Fenômenos Paranormais 2) é um filme canado-estadunidense de 2012, do gênero terror, dirigido por John Poliquin, com roteiro de The Vicious Brothers dando continuidade ao filme de 2011. 

## Sinopse
Alex Wright é um estudante de cinema que desconfia que os eventos sobrenaturais do filme Grave Encounters são reais. Ele e seu grupo vão até o hospital psiquiátrico onde foi realizado o filme para descobrir alguma pista do paradeiro do grupo que participou do filme, pois nunca mais se ouviu falar neles. Mas quando encaram o mal que reside por lá, suas vidas correm perigo.

## Elenco
- Richard Harmon como Alex Wright
- Leanne Lapp como Jennifer Parker
- Sean Rogerson como Lance Preston
- Dylan Playfair como Trevor Thompson
- Stephanie Bennett como Tessa Hamill
- Howie Lai como Jared Lee
- Sean Tyson como the guard
- Ben Wilkinson como Jerry Hartfield.
- Arthur Corber como Dr. Friedkin.
- Brenda McDonald como Mrs. Rogerson.
- Collin Minihan e Stuart Ortiz como The Vicious Brothers.